# Vrijdag op Maandag
Vrijdag op Maandag was een sketchprogramma van BNN dat sinds maandag 28 november 2011 tot en met 2 januari 2012 op Nederland 3 te zien was. De presentatie was in handen van cabaretier Remko Vrijdag.
Het programma is een vervolg op het weinig succesvolle Comedy Live, dat medio 2011 werd uitgezonden door dezelfde omroep en waarvan voor het eerste seizoen twaalf afleveringen zouden worden gemaakt. Naar aanleiding van de slechte ontvangst werd echter besloten de laatste zes afleveringen niet te maken, maar met een nieuw gelijksoortig programma te komen, dat niet, zoals Comedy Live, op zaterdagavond op Nederland 1 wordt uitgezonden, maar op maandag op Nederland 3.
In het programma behandelt Vrijdag de actualiteit. Hierbij wordt hij bijgestaan door een groep acteurs waarvan het merendeel ook heeft meegewerkt aan Comedy Live, te weten Bas Hoeflaak, Jennifer Hoffman, Henry van Loon, Kirsten Mulder, Rick Paul van Mulligen, Martine Sandifort en Lies Visschedijk.
3 op Reis ·
Afkicken ·
De allerslechtste echtgenoot van Nederland ·
Atletico Ananas ·
AVRO's Sterrenslag ·
Baby te huur ·
De Badgasten ·
De beste ·
Bitches ·
Bloed, Zweet en Luxeproblemen ·
Break Free · 
Cash Cab ·
Comedy Live ·
Costa! ·
Crazy 88 ·
Dennis en Valerio vs de rest ·
Dennis vs Valerio ·
Doe Maar Normaal ·
Egoland ·
Feuten ·
Finals ·
Floortje en de ambassadeurs · 
Floortje naar het einde van de wereld ·
Get Smarter in a Week ·
Golden Oldies ·
De Grote Donorshow ·
Hey DJ ·
Je zal het maar hebben ·
Je zal het maar zijn ·
Kannibalen ·
Katja vs Bridget ·
Katja vs De Rest ·
Kebab TV ·
De Klimaatpolitie ·
Lama gezocht ·
De Lama's ·
Lijst 0 ·
Loverboys ·
MaDiWoDoVrijdagshow ·
De Man met de Hamer ·
Mystery Party ·
De Nationale Eettest ·
De Nationale IQ Test ·
Neuken doe je zo! ·
De Nieuwste Show ·
Nu we er toch zijn ·
Onderweg naar Morgen ·
Over Mijn Lijk ·
Ranking the Stars ·
Rat van Fortuin ·
Ruben vs Geraldine ·
Ruben vs Katja ·
Ruben vs Sophie ·
Het schnitzelparadijs ·
De School ·
De slechtste chauffeur van Nederland ·
Sluipschutters ·
Smeris ·
De Social Club ·
Spuiten en Slikken ·
De Stalkshow ·
StartUp ·
Sterretje Gezocht ·
Stop in the Name of Love ·
Tessa ·
Tequila ·
Top of the Pops ·
Try Before You Die ·
Van God Los ·
Vier handen op één buik ·
VOC ·
Vrijdag op Maandag ·
Waar kan ik je 's nachts voor wakker maken? ·
Walhalla ·
Weg met BNN ·
De Zeven Zeeën